# Mathias Demetz
Mathias Demetz (ur. 7 maja 1902 w Santa Cristina Gherdëina, zm. 27 czerwca 1941 w Klagenfurcie) – włoski biegacz narciarski, uczestnik Zimowych Igrzysk Olimpijskich 1928.
Podczas Zimowych Igrzysk Olimpijskich w Sankt Moritz w 1928 roku brał udział w dwóch konkurencjach: w biegu na 18 km oraz na 50 km. W biegu na 18 km zajął 22. miejsce z czasem 1:57:08, a w biegu na 50 km 20. miejsce z czasem 5:47:47.